# Belmiro de Azevedo
Belmiro Mendes de Azevedo (Marco de Canaveses, Portugal, 17 de febrero de 1938 - Oporto, 29 de noviembre de 2017) fue un empresario portugués. Fundador del Grupo Sonae, propietario de los supermercados Continente.

## Biografía

### Formación académica
Era el mayor de los ocho hijos de Manuel de Azevedo, carpintero y agricultor, y de Adelina Ferreira Mendes, costurera.
En la instrucción primaria en Tuías, repitió en el primer año, según señaló el mismo, por culpa de un profesor incompetente. Sin embargo al año siguiente, gracias a otro profesor recuperó el tiempo perdido, llegando a hacer los cuatro años lectivos en apenas tres. Al no existir en el municipio ninguna escuela de enseñanza secundaria, se trasladó a Oporto cuando contaba 11 años, para poder proseguir los estudios en el Liceo Alexandre Herculano. En esta ciudad, fue a vivir con su tío y padrino, Belmiro Pinto da Mota, fiscal de obras, que además del nombre de bautismo, le proporcionó alojamiento en los astilleros de obras donde trabajaba.
Concluidos los estudios secundarios, prosiguió su formación académica en la Facultad de Ingeniería de la Universidad de Oporto. En 1959 interrumpió sus estudios, al ser llamado para cumplir el servicio militar obligatorio. En 1964, completó la licenciatura en Ingeniería Química. Durante su juventud, practicó balonmano, en el Centro Deportivo Universitario de Oporto y en el Fútbol Club de Oporto.

### Actividad empresarial
Siendo estudiante, entró a Efanor (Empresa Fabril del Norte), ubicada en la Señora de la Hora. Poco después, ingresó en la Sonae (Sociedad Nacional de Estratificados), cuyo control vendría a asumir en 1974. Durante años, fue polémico el conflicto judicial entre Belmiro de Azevedo y la familia de Alfonso Pinto de Magallanes, fundador de la empresa.
Bajo su mando, Sonae extendió su actividad a nuevas áreas como la de los hipermercados (Continente y Modelo), comunicaciones (Público) y telecomunicaciones (Optimus). Posteriormente, el grupo buscó expandirse internacionalmente y apostó por minoristas especializados (Bonjour, Vobis, Worten, Sport Zone, etc.). A partir de 1985, Sonae pasó a cotizar en la Bolsa de Valores y Belmiro se convirtió en el accionista mayoritario del grupo, e inició la construcción de un verdadero imperio empresarial: Sonae Industria, Sonae Capital y Sonaecom, dirigidos cada vez más a la comunicación y a la tecnología.
En 1975, obtuvo un diploma de especialización en Gestión de Empresas, en la Universidad de Harvard, y una década después (1985), se graduó en el Financial Management Program de la Universidad de Stanford.
En paralelo a la actividad empresarial, creó en 1991, la Fundación Belmiro de Azevedo, que desarrolla la política de mecenazgo de la empresa, en las áreas de: Educación, Artes, Cultura y Solidaridad, en acciones de asociación con individuos y entidades, y contando con los colaboradores de la empresa en acciones de voluntariado. En 2008, esta fundación abrió en Matosinhos el Colegio Efanor, en el mismo lugar donde Belmiro inició su carrera profesional, en unas viejas instalaciones textiles. También fundó otras empresas como: WeDo, Saphety, Bizdirect y el diario Público. Con la informática y los electrodomésticos que vendía a través de Worten, o la moda deportiva de Sport Zone se hizo presente en noventa países.
Una de las claves de su éxito fue su apuesta por la distribución, que llegó a determinar el 67% de su estructura de negocios. Mientras que una de sus señas de identidad fue la prioridad por la producción de origen portugués: frutas, verduras, leche y carne lusa, sobre todo en establecimientos hoteleros. Fue conocido también por su carácter emprendedor, por su osadía y por la frugalidad que cultivaba personalmente y que extendía a la gestión y la cultura del Grupo. Según decía "Portugal es demasiado pequeño", con lo que buscó alianzas con empresas como Inversiones Arauco Internacional o Tafisa Canadá.
Fue seguidor del Fútbol Club de Porto y socio honorario del Fútbol Club Marco de Canaveses.

### Reconocimientos[6]
- Comendador de la Orden del Mérito Civil de España el 22 de marzo de 1999
- Comendador de la Orden Nacional del Cruzeiro del Sur de Brasil el 4 de mayo - 21 de septiembre de 2000
- Gran Cruz de la Orden del Infante D. Henrique el 5 de enero de 2006.

### Asociaciones a las que pertenecía
- Engenharia Química FEUP
- Presidente de Sonae, SGPS, S.A.
- Miembro de European Union Hong Kong Business Cooperation Committee
- Miembro de World Business Council for Sustainable Development
- Miembro de European Advisory Board del London Business School
- Miembro del Club México-Europa 2000
- Miembro del Senado de la Universidad de Oporto

### Vida personal
Casado con la farmacéutica María Margarida Carvalhais Teixeira, con quien tuvo tres hijos: Duarte Paulo Teixeira de Azevedo, Maria Cláudia Teixeira de Azevedo y Nuno Miguel Teixeira de Azevedo. Sus dos hijos más jóvenes ocuparon cargos de dirección en el grupo Sonae.
Falleció el 29 de noviembre de 2017, en el Hospital de CUF, en Oporto, tras una breve intervención quirúrgica.

### Fortuna personal
Con la muerte de Antonio Champalimaud, Belmiro de Azevedo se convirtió, en 2006, en el único portugués que figuró en la famosa lista de la revista Forbes, con una fortuna valorada en mil seiscientos millones de euros. Considerado durante algunos años el ciudadano más rico de Portugal, fue Presidente del Consejo de Administración del grupo Sonae. Su fortuna, que en 2007 se estimaba en tres mil millones de euros, lo que aún le daba el liderazgo entre las fortunas del país, cayó más del 50% en dos años, pasando a 1,4 mil millones de euros en 2009.
Según la revista Forbes, ocupó la 1121ª posición en la lista de las personalidades más ricas del mundo de 2016, con una fortuna valorada en dos mil quinientos millones de dólares, y la tercera persona más rica de Portugal. En el momento de su muerte en 2017, era el dueño de la tercera mayor fortuna portuguesa, con más de dos mil millones de euros, gracias a una amplia diversificación de negocios, y cuyo principal empresa eran los supermercados Continente.
El volumen global de todas sus empresas ascendía a cinco mil setecientos millones de euros, convirtiéndole en el mayor empleador de Portugal. Su red empresarial tenía a más de sesenta mil colaboradores.